# کوئیریندی
کوئیریندی (به انگلیسی: Quirindi) یک شهرک در استرالیا است که در Liverpool Plains Shire واقع شده‌است.